# Fläsktjärnen (Gideå socken, Ångermanland)
Fläsktjärnen är en sjö i Örnsköldsviks kommun i Ångermanland och ingår i Gideälvens huvudavrinningsområde. Sjön har en area på 0,0595 kvadratkilometer och ligger 98,9 meter över havet. Sjön avvattnas av vattendraget Eldsmarksbäcken.

## Delavrinningsområde
Fläsktjärnen ingår i det delavrinningsområde (704040-165821) som SMHI kallar för Ovan None. Medelhöjden är 115 meter över havet och ytan är 7,49 kvadratkilometer. Det finns inga avrinningsområden uppströms utan avrinningsområdet är högsta punkten. Eldsmarksbäcken som avvattnar avrinningsområdet har biflödesordning 2, vilket innebär att vattnet flödar genom totalt 2 vattendrag innan det når havet efter 12 kilometer. Avrinningsområdet består mestadels av skog (64 procent) och sankmarker (15 procent). Avrinningsområdet har 0,05 kvadratkilometer vattenytor vilket ger det en sjöprocent på 0,7 procent.